# Rivière Duplessis
Pour les articles homonymes, voir Duplessis.
La rivière Duplessis est un affluent de la rivière Lesueur, coulant au nord du fleuve Saint-Laurent, entièrement dans le territoire non organisé du Lac-Oscar, dans la municipalité régionale de comté (MRC) Antoine-Labelle, dans la région administrative de la Laurentides, au Québec, au Canada.
Ce cours d’eau coule entièrement dans une petite vallée en zone forestière. Cette zone est sans villégiature.
La surface de la rivière Duplessis est généralement gelée de la mi-décembre jusqu’à la fin mars.

## Géographie
La rivière Duplessis prend sa source à l’embouchure d’un lac Duplessis (longueur : 2,6 km ; altitude : 401 m), dans le territoire non organisé du Lac-Oscar. Ce lac est alimenté du côté est par le lac Pika.
À partir de l’embouchure du lac Duplessis, la rivière Duplessis coule sur 19,0 km, selon les segments suivants :
- 0,7 km vers le sud-ouest, jusqu’à la confluence de la décharge des lac La Marlie et Boisvert ;
- 8,0 km vers le sud-ouest, jusqu’à la décharge du lac Wapiti ;
- 6,7 km vers le sud-ouest en serpentant jusqu’à la rive est du lac du Sachem ;
- 0,8 km vers le nord en traversant le lac du Sachem (altitude : 342 m) sur sa pleine longueur, jusqu’à son embouchure ;
- 2,8 km vers le nord, puis vers l'ouest, jusqu’à la confluence de la rivière[1].

La rivière Duplessis se déverse sur la rive est de la rivière Lesueur laquelle se déverse à son tour dans la rivière Gatineau. Cette confluence de la rivière Duplessis est située à :
- 5,5 km à l'est de la confluence de la rivière Lesueur ;
- 88 km au nord du centre du village de Mont-Laurier ;
- 78 km à l'ouest du centre du village de Manawan134 ;
- 134 km au nord-est du centre-ville de Maniwaki.

## Toponymie
Le toponyme rivière Duplessis a été officialisé le 5 décembre 1968 à la Commission de toponymie du Québec.